# Fabrizio Savelli
Pour les articles homonymes, voir Savelli (homonymie).
Fabrizio Savelli (né en 1607 à Rome, alors capitale des États pontificaux, et mort le 26 février 1659 à Rome) est un cardinal italien du XVIIe siècle. Il est de la famille du pape Honorius IV (1285-1287) et des cardinaux Bertrando Savelli (1216), Giovanni Battista Savelli (1480), Giacomo Savelli (1539), Silvio Savelli (1596) et Domenico Savelli (1853). Il est le neveu du cardinal Giulio Savelli (1615) et l'oncle du cardinal Paolo Savelli (1664).

## Biographie
Fabrizio Savelli est nommé archevêque de Salerne en 1642, en succession de son oncle, et est consacré par le cardinal Alessandro Cesarini avec comme co-consécrateur Francesco Gonzaga (it)
Le pape Innocent X le crée cardinal lors du consistoire du 7 octobre 1647. Le cardinal Savelli est nommé légat apostolique à Bologne en 1648, à Ravenne et à Ferrare. Il participe au conclave de 1655, à l'issue duquel Alexandre VII est élu pape.